# Svartskäret (öster om Jungfruskär, Houtskär)
Svartskäret är en ö i Finland. Den ligger i Skärgårdshavet och i kommunen Pargas i landskapet Egentliga Finland, i den sydvästra delen av landet. Ön ligger omkring 68 kilometer sydväst om Åbo och omkring 210 kilometer väster om Helsingfors.
Öns area är 1,4 hektar och dess största längd är 220 meter i sydöst-nordvästlig riktning. Ön höjer sig omkring 5 meter över havsytan.